# Villa Welzigstein
Die Villa Welzigstein steht in der Jägerhofstraße 47 im Stadtteil Niederlößnitz der sächsischen Stadt Radebeul. Das Gebäude mit der Brandkatasternummer 59, welches eines der typischen Exemplare der Baumeister Gebrüder Ziller im Schweizerstil ist, wurde 1877/1878 für den Dresdner Hofschneider Eduard Schneider errichtet. Die Häuserbenennung erfolgte wohl nach 1900 in Anlehnung an die umgebenden Welzigberge, einer Weinbergsflur der Lößnitz.

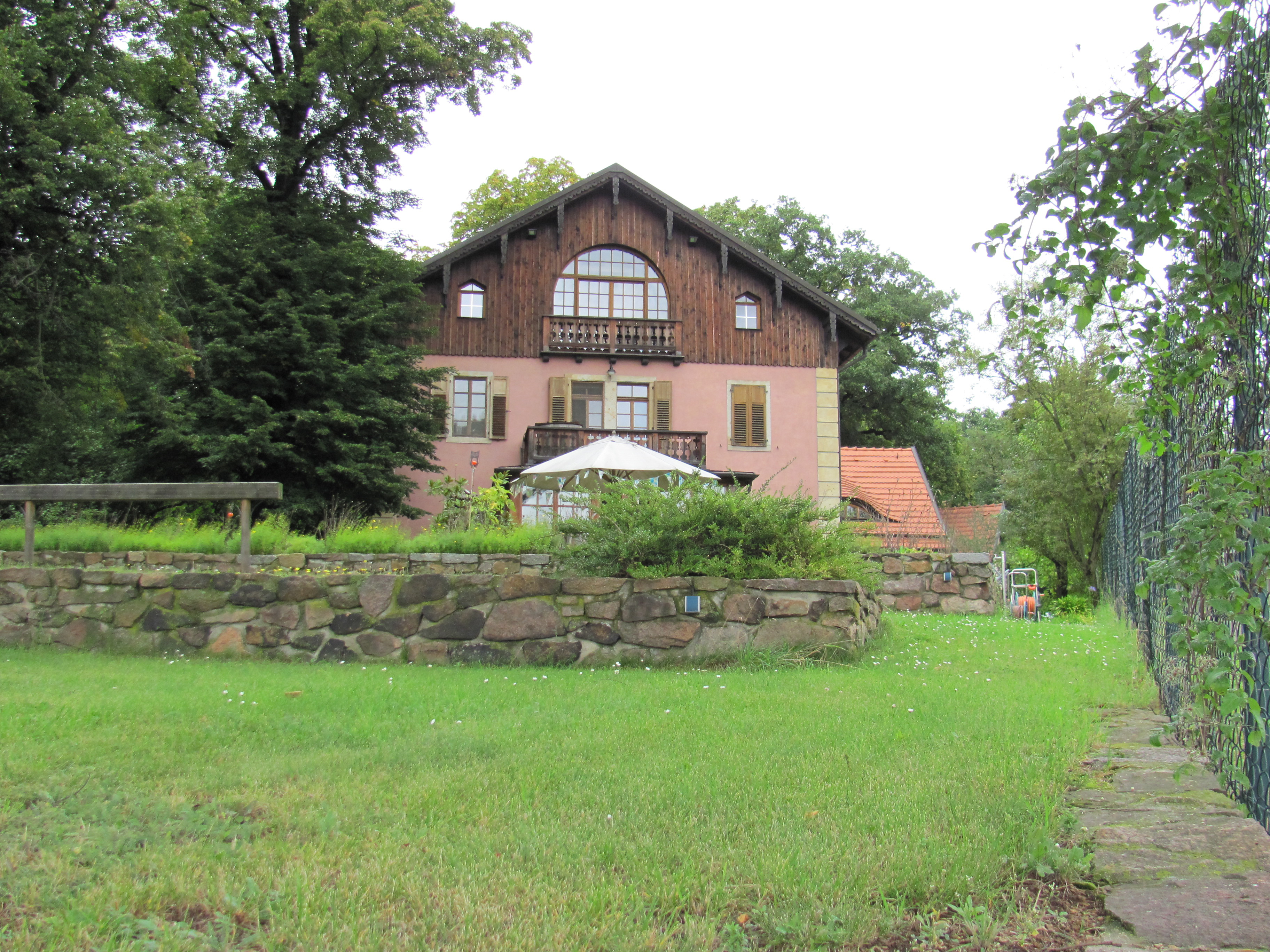
Villa Welzigstein, vom Weinberg Paradies aus

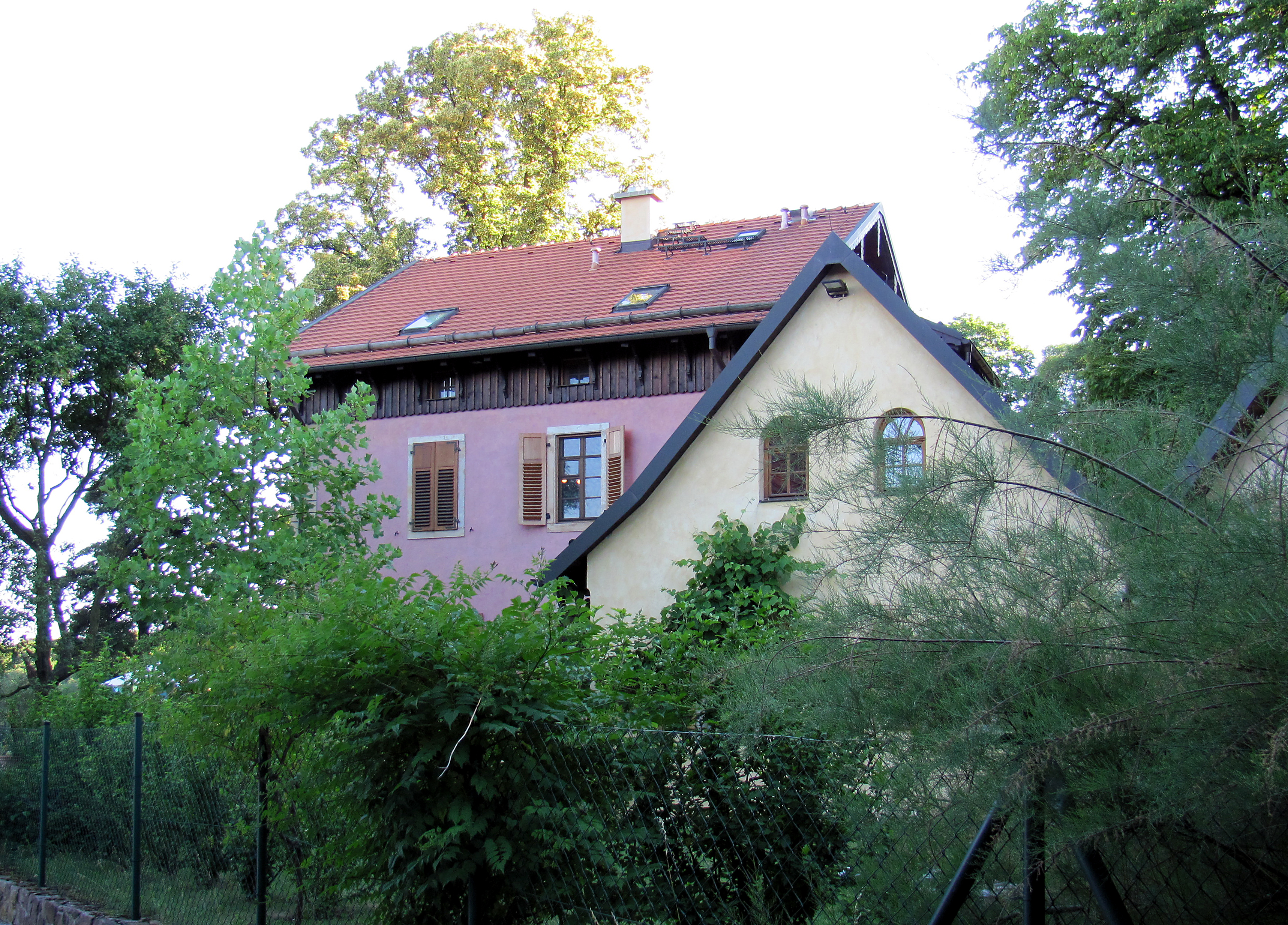
Villa Welzigstein, von der Jägerhofstraße aus

Landhaus wie auch das Nebengebäude stehen heute unter Denkmalschutz. Sie liegen im Denkmalschutzgebiet Historische Weinberglandschaft Radebeul.

## Beschreibung
Im Jahr 1877 beantragte der Hofschneider Eduard Schneider, sein in einem Weinberg stehendes, eingeschossiges Wohnhaus wegen Baufälligkeit umbauen und gleich daneben ein neues Haus errichten zu dürfen. Die Gebrüder Ziller bauten das zweigeschossige Landhaus direkt an das sanierte, zum Nebengebäude umfunktionierte Wohnhaus an.
Das Landhaus im Schweizerstil hat einen Kniestock sowie ein flaches, weit vorkragendes Satteldach mit Sparrengiebeln. Das Dachgeschoss ist in den Giebeln wie auch im Kniestock verbrettert, die Dachtraufen werden durch geschnitzte Konsolen gestützt und vom Dach hängen lange geschnitzte Zapfen.
Erd- und Obergeschoss sind verputzt, die Kanten werden durch Eckquaderungen betont. Die Fenster werden von Sandsteingewänden eingefasst, an denen Klappläden befestigt sind. In der südlichen Giebelseite befinden sich der Eingang sowie hölzerne Balkone, deren Brüstungen durch Brettschnitzereien verziert sind.